# ماریا آنخلس رودریگس
ماریا آنخلس رودریگس (اسپانیایی: María Ángeles Rodríguez‎؛ زادهٔ ۱۲ آوریل ۱۹۵۷) بازیکن هاکی روی چمن اهل اسپانیا است که در مسابقات کشوری و بین‌المللی در مجموع برندهٔ ۱ مدال طلا شده‌است.